# Riget II
Riget II er en dansk overnaturlig gyser—tv-serie fra 1997, instrueret af Lars von Trier og Morten Arnfred, som blev filmet som en spillefilm og delt i fire dele. Riget II er anden af tre sæsoner af serien Riget. Historien fortsatte og afsluttede i 2022 med Riget Exodus.

## Medvirkende
- Ernst-Hugo Järegård som Stig Helmer
- Holger Juul Hansen som Einar Moesgaard
- Kirsten Rolffes som Sigrid Drusse
- Søren Pilmark som Jørgen Krogshøj, "Krogen"
- Ghita Nørby som Rigmor Mortensen
- Jens Okking som Harly Bulder Drusse
- Otto Brandenburg som Portør
- Baard Owe som Palle Bondo
- Solbjørg Højfeldt som Camilla
- Peter Mygind som Mogens Moesgaard, "Mogge"
- Birgitte Raaberg som Judith Bang
- Henning Jensen som Hospitalsdirektør
- Morten Rotne Leffers som Opvasker
- Vita Jensen som Opvasker
- Erik Wedersøe som Ole, "Pigernes Ole"
- John Hahn-Petersen som Nivesen
- Udo Kier som Aage Krüger
- Søren Elung Jensen som Mand med høj hat
- Paul Hüttel som Doktor Steenbæk
- Holger Perfort som Professor Ulrich
- Klaus Wegener som Skadestuelæge
- Michelle Bjørn-Andersen som Børnelæge
- Timm Mehrens som Operationslæge
- Louise Fribo som Sanne
- Julie Wieth som Børnesygeplejerske
- Annette Ketscher som Skadestuesygeplejerske
- Birte Tove som Sygeplejerske
- Lise Schrøder som Sygeplejerske
- Dorrit Stender-Petersen som Sygehjælper
- Ole Gorter Boisen som Christian
- Tomas Stender som Student
- Cecilie Brask som Ung kvinde i terapi
- Claus Nissen som Madsen
- Thomas Bo Larsen som Falken
- Steen Svare som Mand i overall
- Laura Christensen som Mona
- Mette Munk Plum som Monas mor
- Michael Phillip Simpson som Mand fra Haiti
- Kim Jansson som Kriminalassistent Jensen
- Claus Flygare som Kriminalassistent Nielsen
- Nis Bank-Mikkelsen som Præst
- Bjarne G. Nielsen som Præst
- Britta Lillesøe som Kvinde i seng
- Henrik Fiig som Trafikoffer
- Birger Jensen som Rengøringsmand
- Peter Hartmann som Flyttemand
- Lars Lunøe som Sundhedsminister
- Jens Jørn Spottag som Advokat Bisgaard
- Helle Virkner som Fru Mogensen
- Vera Gebuhr som Gerda
- Annevig Schelde Ebbe som Mary
- Torben Zeller som Krematoriebetjent
- Jannie Faurschou som Ortopæd
- Stellan Skarsgård som Svensk advokat
- Klaus Pagh som Stævningsmand
- Anders Hove som Celebranten
- Ingolf David som Døden
- Philip Zandén som Jönsson fra Lund
- Lars von Trier som Sig selv
- Birthe Neumann som Fru Svendsen
- Tine Miehe-Renard som Natsygeplejerske
- Fash Shodeinde som Philip Marco
- Mette Hald som Sur pige
- Ruth Junker som Opvaskers stemme
- Peter Gilsfort som Opvaskers stemme
- Ulrik Cold som Stemme ved introduktion
- Evald Krog som Lillebror's stemme
- Benny Poulsen